# Английское наследие

Эмблема агентства «Английское наследие»

«Английское наследие» (англ. English Heritage) — обиходное название британской государственной Комиссии по историческим зданиям и памятникам Англии (Historic Building and Monuments Commission for England). Комиссия была организована в соответствии с законом 1983 года. Она осуществляет управление значимыми историческими памятниками страны (от Стоунхенджа до Первого металлического моста), содержит Национальный архив памятников (National Monuments Record) в Суиндоне и занимается отнесением памятников старины к той или иной категории.
Аналогичные организации в других частях Великобритании и коронных территориях — «Историческая Шотландия» (англ. Historic Scotland) в Шотландии, Cadw в Уэльсе, Мэнское национальное наследие на острове Мэн.
1 апреля 2015 года «Английское наследие» разделено на две части: Historic England, которая унаследовала регулирующие и охранные функции прежней организации, и благотворительный «Фонд английского наследия», который управляет историческим имуществом и перенял обиходное название и логотип прежней организации. Британское правительство дало новому благотворительному фонду грант в £80 млн, чтобы помочь учредить его как независимый фонд, при этом историческое имущество остаётся в собственности государства.